# Val Brembilla (valle)
La Val Brembilla è una valle della Lombardia in provincia di Bergamo che comprende i comuni di Val Brembilla e Blello.
È una valle laterale sinistra della Val Brembana, percorsa dall'omonimo torrente. Trova il suo inizio nel comune di Val Brembilla ed il suo termine alla Forcella di Bura, dove sfocia nella Val Taleggio.
È l'area maggiormente industrializzata della Val Brembana, soprattutto a Brembilla, a fondo valle, mentre in alta valle si trovano borghi come Gerosa e il minuscolo Blello, turisticamente apprezzati.